# Liste der Präsidenten von Ägypten

Die seit 1984 gültige Standarte des Präsidenten von Ägypten.

Die Liste der Präsidenten von Ägypten umfasst die Staatsoberhäupter von Ägypten seit der Proklamation der Republik am 18. Juni 1953 bis heute.
Die Republik Ägypten löste 1953 das Königreich Ägypten ab, dessen letzter Monarch bereits im Jahr zuvor entmachtet worden war. Im Jahr 1958 schloss sich Ägypten mit Syrien zu einem Staat zusammen, der „Vereinigten Arabischen Republik“. Die zwei einzigen Staatsoberhäupter dieses kurzlebigen Staates kamen aus Ägypten. Nachdem Syrien bereits 1961 aus dem Staatenverbund wieder ausgetreten war, nahm Ägypten 1971 seinen bis heute offiziellen Namen „Arabische Republik Ägypten“ an.

## Liste der Präsidenten

### Republik Ägypten
|      | Name (Lebensdaten)                                           | Regierungszeit                      | Partei              |
| ---- | ------------------------------------------------------------ | ----------------------------------- | ------------------- |
| Foto | Muhammad Nagib (* 20. Februar 1901; † 28. August 1984)       | 18. Juni 1953 – 14. November 1954   | parteilos (Militär) |
| Foto | Gamal Abdel Nasser (* 15. Januar 1918; † 28. September 1970) | 14. November 1954 – 1. Februar 1958 | parteilos (Militär) |

### Vereinigte Arabische Republik
|      | Name (Lebensdaten)                                               | Regierungszeit                         | Partei                    |
| ---- | ---------------------------------------------------------------- | -------------------------------------- | ------------------------- |
| Foto | Gamal Abdel Nasser (* 15. Januar 1918; † 28. September 1970)     | 1. Februar 1958 – 28. September 1970   | parteilos (Militär) / ASU |
| Foto | Muhammad Anwar as-Sadat (* 25. Dezember 1918; † 6. Oktober 1981) | 28. September 1970 – 2. September 1971 | ASU                       |

### Arabische Republik Ägypten
| | Name (Lebensdaten)                                                     | Regierungszeit                      | Partei              |
| --- | ---------------------------------------------------------------------- | ----------------------------------- | ------------------- |
| Foto | Muhammad Anwar as-Sadat (* 25. Dezember 1918; † 6. Oktober 1981)       | 2. September 1971 – 6. Oktober 1981 | ASU / NDP           |
| Vom 6. bis 14. Oktober 1981 führte der Parlamentspräsident Sufi Abu Taleb (NDP) die Amtsgeschäfte.                                                   |                                                                        |                                     |                     |
| Foto | Muhammad Husni Mubarak (* 4. Mai 1928; † 25. Februar 2020)             | 14. Oktober 1981 – 11. Februar 2011 | NDP                 |
| Ab dem 11. Februar 2011 wurde die Exekutivgewalt von einem Militärrat unter dem Vorsitz von Muhammad Hussein Tantawi (1935-2021) wahrgenommen.       |                                                                        |                                     |                     |
| Foto | Mohammed Mohammed Mursi Isa Ayyat (* 20. August 1951; † 17. Juni 2019) | 30. Juni 2012 – 3. Juli 2013        | FGP                 |
| Vom 3. Juli 2013 bis zu den Neuwahlen im Mai 2014 nahm der Präsident des Verfassungsgerichts Adli Mansur das Amt des Präsidenten kommissarisch wahr. |                                                                        |                                     |                     |
| Foto | Abd al-Fattah Said Husain Chalil as-Sisi (* 19. November 1954)         | 8. Juni 2014 –                      | parteilos (Militär) |